# Hôpital d'Hyvinkää
L'hôpital d'Hyvinkää (finnois : Hyvinkään sairaala) est un hôpital du HUS situé à Hyvinkää en Finlande.

## Présentation
L'hôpital d'Hyvinkää  fait partie du centre hospitalier universitaire d'Helsinki (HUCH).
La zone hospitalière de Hyvinkää dessert une population d'environ 190 000 habitants et comprend cinq municipalités: Hyvinkää, Järvenpää, Mäntsälä, Nurmijärvi et Tuusula.

## Spécialités
Les services HUS de l'hôpital:
- Département des maladies infectieuses et pulmonaires
- Service de gynécologie et d'obstétrique
- Département de cardiologie et de médecine interne
- Services de chirurgie
- Département de psychiatrie
- Département de pédiatrie
- Département de pédopsychiatrie
- Service de neurologie et unité de maladies respiratoires

Les services du regroupement Sote de  Keski-Uusimaa :
- Maladies aiguës A et B
- Unité de rééducation et d'évaluation
- Infectiologie B
- Unité palliative
- Unité de psychogériatrie

### Autres articles
- District hospitalier d'Helsinki et de l'Uusimaa